# 13 (getal)
Dertien is een meer dan twaalf, en een minder dan veertien. In het decimale stelsel wordt het geschreven als 13, één maal tien plus drie.

## In de wiskunde
Dertien is:
- een priemgetal.
- een getal van Fibonacci.
- een Markovgetal.
- een gelukkig getal.
- een viervoud plus 1, zodat dit priemgetal volgens de stelling van Fermat over de som van twee kwadraten kan worden geschreven als de som van twee kwadraten: {\displaystyle (2^{2}+3^{2})}.

## In de natuurwetenschap
- Dertien is het atoomnummer van aluminium.

## In de tijdrekening
- Dertien uur (13.00 uur) is één uur in de middag.

## In bijgeloof
- Het getal dertien wordt gezien als het ongeluksgetal. Zelfs het woord ongeluksgetal heeft dertien letters. Vrijdag de dertiende wordt in veel landen als een ongelukkige dag beschouwd — in Spaans- en Griekstalige landen is dat dinsdag de dertiende. De angst voor het getal dertien heet Triskaidekafobie, voorbeelden hiervan zijn:
  - In vrijwel ieder vliegtuig wordt in de nummering van de zitplaatsen rij 13 overgeslagen; op rij 12 volgt rij 14. Ook in sommige grote hotels wordt etage 12 gevolgd door etage 14.
  - In de Formule 1 werd startnummer 13 een lange tijd niet gebruikt. In 2014 is coureur Pastor Maldonado het nummer weer gaan gebruiken als startnummer.[1]
- Voor Taylor Swift en haar fans, de 'Swifties', wordt het getal 13 gezien als een geluksgetal, vanwege:
  - Taylor Swift is geboren op 13 december,
  - Haar eerste album werd "goud" in 13 weken,
  - Haar eerste nummer dat nummer 1 werd heeft een intro van 13 seconden.

### Andere voorbeelden
- Een pagode heeft veelal dertien verdiepingen als het er geen zeven zijn.
- Een lp van The Doors, 13, uit 1970.
- Een cd van Die Ärzte, 13, uit 1998.
- XIII is een stripfiguur en een stripreeks. Het is tevens een spel voor de computer
- Nummer 13 in balsporten wordt vaak gedragen door de tweede doelverdediger van een team. Bij waterpolo is dit vrijwel altijd het geval.

## In het Nederlands
- De uitdrukking daarvan gaan dertien in een dozijn geeft aan dat iets heel gewoon is. Als het niet eens opvalt dan men 13 exemplaren aanziet voor 12, moet het wel niets bijzonders zijn. Zie ook bakkersdozijn.

## Bij de Maya's
- In de lange telling van de Mayakalender wordt ten dele gebruikgemaakt van een dertientallig stelsel, hoewel ook een twintigtallig stelsel daarin een rol speelt. Ook de tzolkin, een onderdeel van de korte telling is samengesteld uit dertien getallen en twintig namen.